# Claude Forest
Claude Forest (né le 4 janvier 1957) est un universitaire français, enseignant-chercheur en économie et sociologie du cinéma à la Sorbonne Paris 3. Ses travaux portent principalement sur l’histoire économique de la filière cinématographique (exploitation, distribution, production) en Afrique et en Europe, ainsi que sur la socio économie de la demande et des pratiques culturelles.

## Carrière
Claude Forest est l'auteur d'une thèse d'études cinématographiques soutenue en 1995. Exploitant de salles de cinéma d'art et d'essai en région parisienne de 1983 à 2017, il a créé le groupement de programmation Micromégas (1995-2003) et cofondé le groupe de recherche ÉPHÈSE (Études pluridisciplinaires pour une histoire économique des salles de cinéma et de leurs exploitants).
Il est cofondateur en 2016 du réseau de recherche HESCALE, qui a pour objet l’étude des filières cinématographiques en Afrique et au Moyen Orient, analysant les enjeux économiques, politiques, culturels et sociaux qui y sont liés.

## Principaux ouvrages
- Les dernières séances. Cent ans d'exploitation des salles de cinémas, CNRS[5], coll. CNRS économie, 1995, 310 p.
- Économies contemporaines du cinéma en Europe. L’improbable industrie, CNRS[6], 2001, 374 p.
- L’argent du cinéma. Introduction à l’économie du 7e art, Belin, 2002, 238 p.
- Du héros aux super héros. Mutations cinématographiques, (dir.), Presses Sorbonne Nouvelle, Théorème no 13, 2009, 275 p. (OCLC 801773125)
- Quel film voir ? Pour une socio économie de la demande de cinéma, Presses universitaires du Septentrion, 2010, 418 p. (OCLC 718486721)
- L’industrie du cinéma en Afrique, (dir.), Bruxelles, De Boeck, Afrique contemporaine, no 238, 2011[7] [lire en ligne] (OCLC 7293544292).
- L’industrie du cinéma en France. De la pellicule au pixel[8], La Documentation française, 2013, 183 p.
- La vie des salles de cinéma, co-dir. avec Hélène Valmary, Presses Sorbonne Nouvelle, Théorème no 22, 2014, 241 p. (OCLC 997417356)
- Le Patis. Une salle de cinéma populaire devenue salle d'art et essai (Le Mans, 1943-1983), avec Michel Serceau, Presses universitaires du Septentrion, 2014, 360 p. (OCLC 870639367)
- Figures des salles obscures : des exploitants racontent leur siècle de cinéma, avec Samra Bonvoisin et Hélène Valmary, Nouveau monde éditions, 2015, 488 p.[9] (OCLC 963411274)
- L’internationalisation des productions cinématographiques et audiovisuelles, (dir.), Presses universitaires du Septentrion, 2017, 296 p. [lire en ligne] (OCLC 982043241)
- Les salles de cinéma. Histoire et géographie, Montréal, revue Cinémas, vol. 27, no 2-3, hiver 2017 [lire en ligne] (OCLC 1043682699)
- Regarder des films en Afriques, co-dir. avec Patricia Caillé, Presses universitaires du Septentrion, 2017, 350 p.[10] (OCLC 1014332947)
- Au cinéma en Afrique, (photos de Cécile Burban, Sophie Garcia, Meyer), Espaces & Signes, 2017, 78 p. (OCLC 993086360)
- Produire des films. Afriques et Moyen Orient (dir.), Villeneuve d’Ascq, Presses universitaires du Septentrion, 2018, 456 p. (OCLC 1062417118)
- Production et financement du cinéma en Afrique sud saharienne francophone (1960-2018), Paris, L’Harmattan, 2018, 302 p. (OCLC 1083262827)
- Beverley. Le dernier cinéma porno de Paris (photos Arnaud Chapuy), Paris, L’Harmattan, 2019, 96 p. (OCLC 1105220320)
- Histoire des cinémas à Conflans Sainte Honorine (photos Arnaud Chapuy), Paris, L’Harmattan, 2019, 96 p. (OCLC 1121486176)
- Pratiques et usages du film en Afriques francophones (Maroc, Tchad, Togo, Tunisie), (co-dir. avec Patricia Caillé), Villeneuve d’Ascq, Presses universitaires du Septentrion, 2019, 292 p. (OCLC 1120734590)
- Les salles de cinéma en Afrique sud saharienne francophone (1926 - 1980), Paris, L’Harmattan, 2019, 300 p. (OCLC 1128869257)
- Festivals de cinéma en Afriques francophones, Paris, L’Harmattan, 2020, 233 p. (OCLC 1144968130)
- Etats et cinéma en Afriques francophones. pourquoi un désert cinématographique?, Paris, L’Harmattan, 2020, 413 p. (OCLC 199962067)
- Andrée Davanture, la passion du montage, Paris, L’Harmattan, 2021, 452 p.
- Utopies de la gratuité (co-dir. avec Aude Astier et alii.), Strasbourg, Presses universitaires de Strasbourg, 2022, 193 p.
- Histoire du cinéma au Togo. Tome I Des origines au déclin (1895-1994), Paris, L’Harmattan, 2022, 268 p.
- Histoire du cinéma au Togo. Tome II L’émergence audiovisuelle (1995-2022), Paris, L’Harmattan, 2022, 206 p.

### Articles
- « Qui s’assoit où ? Stratégies d’occupation des sièges dans la salle de cinéma », dans Conserveries mémorielles no 12 « Publics de cinéma. Pour une histoire des pratiques sociales », 2012[11] [lire en ligne]
- « Exploitants et distributeurs de films en salles en France à l'ère numérique : évolution des métiers et des rapports de force », dans (en) Journal Studies in French Cinema, vol. 16, no 2 « French film industry: funding, policies, debates », 2016, p. 152-164 DOI 10.1080/14715880.2016.1164417
- Pour une gratuité du spectacle cinématographique en Afrique, ou le cinéma comme bien commun sur Africultures
- « La mutation du financement du cinéma en Afrique sud saharienne francophone », Agora Mag#02, 20 août 2019,